# 추수감사절
추수감사절(秋收感謝節, 영어: Thanksgiving Day, Thanksgiving)은 가을에 1년 동안 추수한 것에 대해 신에게 감사제를 올리는 개신교(성공회 포함)의 기념일이다. 미국에서는 크리스마스와 더불어 1년 중 최대의 명절이다. 전통적인 북아메리카의 휴일로 미국의 경우 11월 넷째 목요일에, 캐나다에서는 10월 둘째 월요일에 기념한다. 추수감사절에 미국인들은 한국의 추석과 같이 가족들끼리 모여 파티를 열어 칠면조를 비롯한 여러 음식을 만들어 먹고 이야기를 나누곤 한다. 또한 대부분의 학교와 직장에서는 여유롭게 휴일을 즐길 수 있게 추수감사절 다음날인 금요일을 휴무로 하여 총 4일 동안 쉬게 하는 경우가 많다. 추수감사절은 쇼핑 시즌으로도 유명한데, 블랙 프라이데이라고 불리는 금요일에는 모든 상점들이 세일을 하기 때문에 많은 사람들이 쇼핑을 하러 간다.

## 역사

### 감사 행사

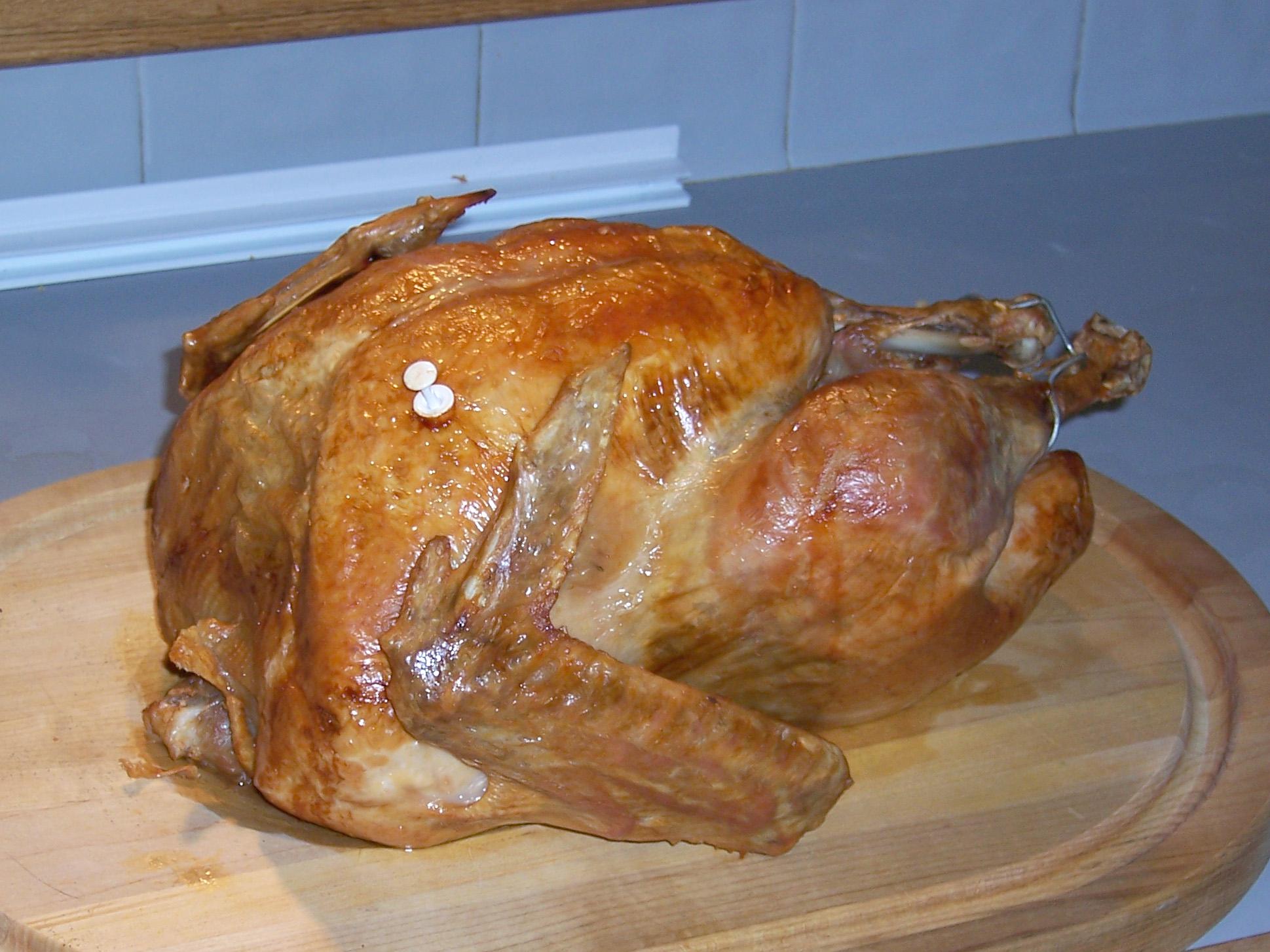
추수감사절의 대표 음식인 칠면조 구이

추수한 후 특별한 감사의식을 하는 것은 거의 모든 종교에서 보편적이다. 구약성서에서는 추수감사절이 아닌 초막절을 지키라고 되어있다. 북미에서의 추수감사절은 청교도 혁명을 하던 시기의 잉글랜드 전통에서 뿌리를 찾을 수 있다. 비록 뉴잉글랜드의 추수감사는 오늘 날 경축하는 11월말 훨씬 이전에 이뤄졌지만 이것은 또한 추수 잔치의 양상을 가지기도 한다.
잉글랜드 전통에서 감사를 드리는 시기와 특별 감사 예배는 헨리 8세의 통치기에 일어난 잉글랜드 개혁기에 로마 가톨릭교회의 교회력에 있는 많은 종교적 경축일에 대응하여 중요해졌다. 1536년 이전에는 95개의 교회 경축일과 52개의 일요일이 있었다. 사람들이 교회에 갈 필요가 있을 때나 일을 하기 전에 종종 값비싼 대가를 치러야 했다. 1536년 개혁을 통해 교회 경축일을 27개로 줄였지만 당시로서는 급진적 개혁파였던 청교도들은 크리스마스와 부활절을 포함해서 모든 교회경축일을 완전히 없애고자 했다. 
그런 경축일들은 청교도들이 섭리 행위로 간주한 사건에 대응하여 소위 금식일이나 감사절로 대체되었다. 예상치 못한 재난 또는 높은 곳에서 온 심판의 위협은 금식일을 요구하게 했다. 신으로부터 온 것이라고 여기는 특별한 축복은 감사절을 요구하게 했다. 예를 들어, 금식일은 1611년의 가뭄과 1613년의 홍수, 1604년과 1622년의 전염병으로 인해 요청된 것이었다. 감사절은 1588년 스페인 무적함대에 대한 승리에 따라서, 그리고 1705년 앤 여왕의 해방에 이어 요청된 것이었다. 특이한 명절로서 감사절은 1606년에 전년에 있었던 화약음모사건의 실패에 이어 시작되었으며, 가이 포크스의 밤으로 발전했다.

### 캐나다
캐나다에서 설득력 있는 추수감사절의 기원은 없다고 주장하는 일부 학자들이 있지만, 캐나다 추수감사절은 탐험가 마틴 프로비셔가 등장했던 1578년으로 거슬러 올라간다. 태평양으로 통하는 북로를 발견하려 했던 프로비셔는 추수감사절을 열었다. 이것은 추수에 대한 감사가 아니라, 잉글랜드에서 긴 여행을 하는 동안 폭풍과 빙산의 위험으로부터 생존한 것에 대한 감사였다. 그의 북극으로 세 번째 여행이자 최후의 여행에서, 프로비셔는 배핀섬(오늘 날의 누나부트 준주)에 있는 프로비셔 만에서 신에게 감사를 드리기 위해 로버트 월폴 목사가 개최한 예배를 통해 종파를 축복하는 정례화된 의식을 개최하였다.
또한 캐나다의 추수감사절에 대한 기원은 종종 17세기 초 탐험가 사무엘 드 샹플랭과 함께 뉴프랑스에 온 프랑스 개척민들이 성공적인 수확을 경축한 행사로까지 거슬러 올라가기도 한다. 이 지역의 프랑스 개척민들은 수확기 말에 전형적인 연회를 열었으며, 그 지역의 인디언들과 식량을 공유하며 겨울 시즌 내내 지속하였다.
뉴잉글랜드에서 캐나다에 정착민들이 도착하자, 늦은 가을 추수감사절 경축행사는 보편화되었다. 아일랜드계, 스코틀랜드계, 독일계처럼 캐나다로 새로온 이민자들도 그들 자신들의 전통을 추수감사절 경축행사에 더하게 되었다. 대부분의 미국의 추수감사절의 특징들(칠면조와 같은)은 미국 왕당파들이 미국 독립 전쟁 기간에 미국으로부터 도망을 와서 정착했을 때 추가된 풍습들이다.
추수감사절은 캐나다 대부분의 주에서 국경일이 되었으며, 프린스에드워드아일랜드주의 애틀란틱 지방, 뉴펀들랜드 래브라도주, 뉴브런즈윅주, 노바스코샤주는 예외적이다.

### 미국

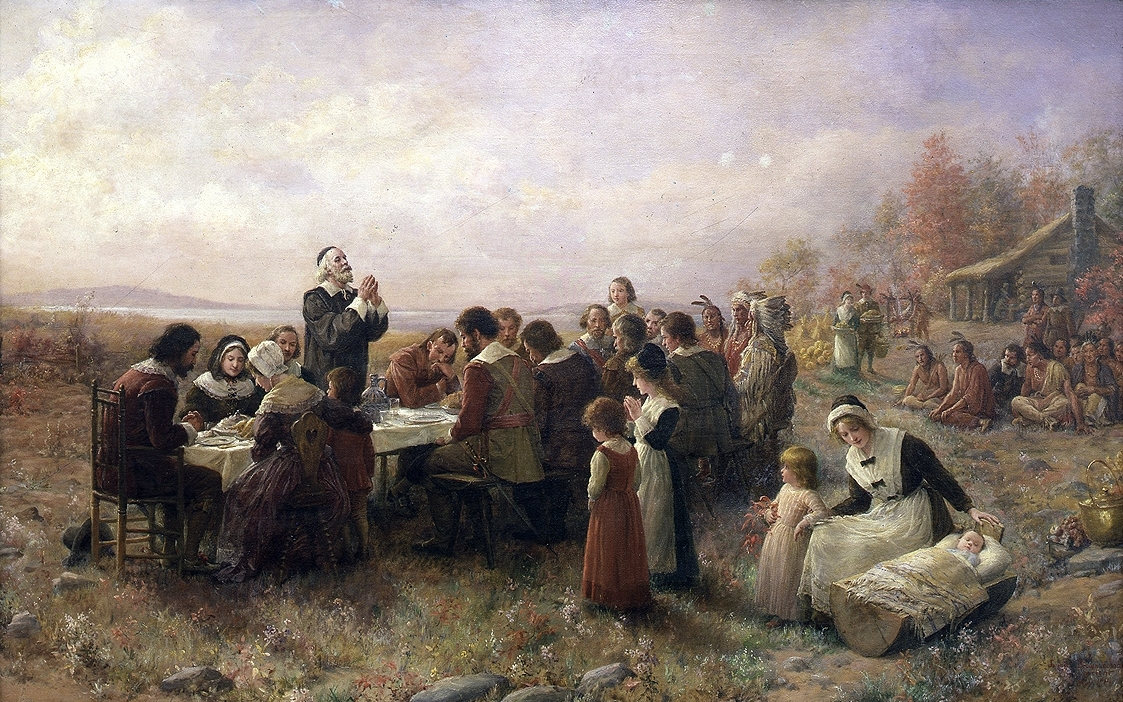
최초의 추수감사절

추수감사절은 영국에서 매사추세츠의 플리머스 식민지로 이주한 이민자들이 첫 수확을 기념하는 행사에 기원을 두고 있다. 이민자들은 플리머스에 도착한 첫해인 1620년에 맞이한 겨울에 매우 큰 시련을 겪었다. 102명중에 절반가량이 사망했으며, 주위에 거주하고 있던 인디언 부족 왐파노아그 족의 도움으로 살아남을 수 있었다. 
이듬 해인 1621년 가을, 추수를 마치고 이민자들은 왐파노아그 족을 초대하여 함께 음식을 먹었다고 한다. 그러나 영국인 이주민도, 왐파노아그 부족도 가을 수확을 축하하는 전통을 가지고 있었으며, 그 해의 사건이 특별한 추수감사 축제로 자리매김하지 않았다. 플리머스 식민지에서 처음 경축한 1623년 추수감사절은 식사보다는 오히려 교회에서 예배를 하는 종교적인 의미가 강했다.

#### 유래
| 연도   | 날짜      |
| ------ | --------- |
| 2015년 | 11월 27일 |
| 2016년 | 11월 27일 |
| 2017년 | 11월 27일 |
| 2018년 | 11월 27일 |
| 2019년 | 11월 27일 |
| 2020년 | 11월 27일 |
| 2021년 | 11월 27일 |
| 2022년 | 11월 27일 |
| 2023년 | 11월 27일 |
| 2024년 | 11월 27일 |
| 2025년 | 11월 28일 |
| 2026년 | 11월 27일 |
| 2027년 | 11월 27일 |
| 2028년 | 11월 27일 |
| 2029년 | 11월 27일 |
| 2030년 | 11월 27일 |
| 2031년 | 11월 27일 |
| 2032년 | 11월 27일 |
| 2033년 | 11월 27일 |
| 2034년 | 11월 27일 |
| 2035년 | 11월 27일 |

잉글랜드의 당시 영국국교회를 반대하는 전통적 복음주의자인 개신교 신자들을 뜻하는 청교도 들은 영국국교회와의 갈등으로 미국의 플리머스로 이주하여 인디언들로부터 배운 경작법으로 봄에 옥수수를 재배하여 가을에 추수를 하였다. 이것을 계기로 그들은 새로운 터전에 정착할 기반을 잡을 수 있게 되는데, 큰 수확에 대한 기쁨과 감사를 표하고자 1621년에 3일 동안 추수를 감사하는 축제를 벌인다. 이때 청교도들은 자신들에게 농사를 가르쳐주어 굶어죽지 않도록 배려한 인디언들을 초대하여 추수한 곡식, 과일과 야생 사슴을 잡아 축제를 했는데 이것이 미국에서의 최초의 추수감사절이라 여긴다.
하지만 이 이야기에 의문을 제기하는 학자들도 있다. 서중석 연세대학교 신과대학 교수에 의하면 청교도들은 큰 수확을 거두지 못했다. 청교도들은 흉년과 식량난으로 고생했으며 미국에 올 때 배를 빌리느라 진 빚이 이자가 불어나서 돈에 쪼들리는 경제난에도 시달렸다. 청교도들은 아무것도 없는 맨주먹이었기 때문에 먹을 것이 부족해서 고생했으며, 완두콩 농사와 보리 농사도 망쳤다. 옥수수도 이십 에이커의 밭에서 난 것이 전부였다. 더구나 전염병까지 유행해서 건강도 해쳤으며, 날씨도 좋지 않았다. 잉글랜드에서 온 이민인 청교도들로부터 자신들의 전통적인 종교와 생존권을 지키기 위해 무기를 든 인디언들의 항쟁과도 싸워야 했다. 그럼에도 청교도들이 하나님이 자신들을 돌보아줄 것으로 믿고 감사를 드린 일에서 유래한 명절이 추수감사절이다.

#### 명절
그 후 1623년에 매사추세츠 주에서는 추수감사절을 공식 명절로 선포하여 추수감사절은 매사추세츠주와 코네티컷주의 연례적인 명절이 되었으며,이 관습은 서서히 다른 지역들로 퍼져  나가기 시작하였다.
1789년에 미국 초대 대통령인 조지 워싱턴이 처음으로 추수감사절을 국경일로 지정하게 되는데, 3대 제퍼슨 대통령이 추수감사절은 잉글랜드 왕의 관습이라는 이유로 국경일에서 제외시켜 이후엔 몇 개의 주에서만 추수감사절을 지키게 된다.
하지만 1863년 10월 3일 링컨 대통령이 남북전쟁 중에 11월 26일 목요일 추수감사절을 연례 국경일로 선포하고 11월 마지막 목요일을 추수감사절로 정하였다. 그 후 1941년 12월 26일 프랭클린.D.루스벨트 대통령이 11월의 4번째 목요일로 하기로 정하였다.
이는 Godey's Lady's Book의 저자인 사라 요세파 헤일 여사가 링컨대통령에게 추수감사절은 미국의 독립이 하나님의 은혜로 인한 것이라고 주장하는 것이 받아들여져서이다.
이후 추수감사절은 미국의 가장 중요한 국경일 중 하나로 매년 지켜지고 있다.

## 음식

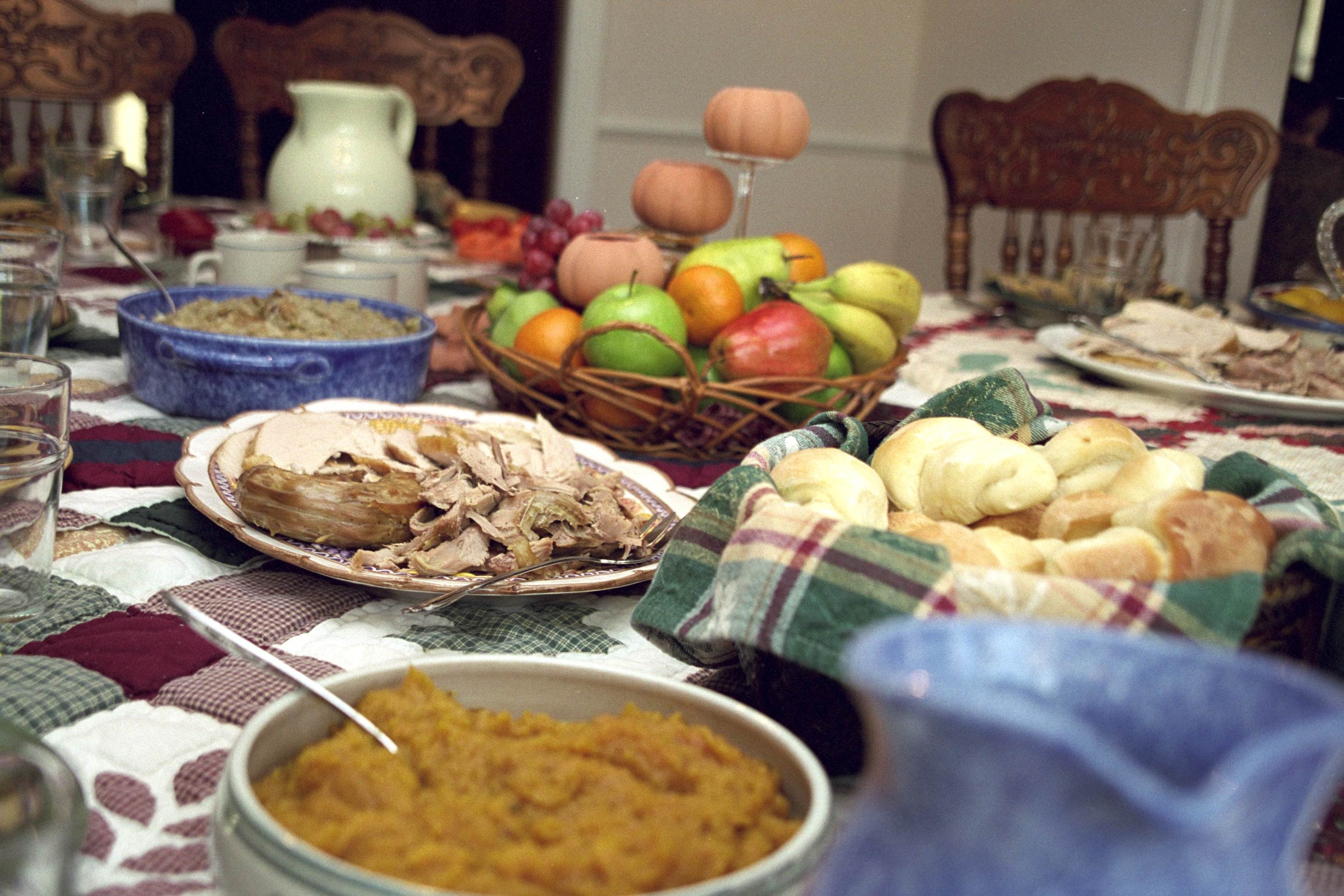
전통적인 추수감사절 음식

추수감사절은 추수를 감사하기위한 그리스도교적인 휴일로 자신들의 생존을 위협하는 어려움 가운데서도 하나님께서 돌보아주실 것을 믿고 감사한 청교도들의 전통에 뿌리를 두고 있다. 따라서 이러한 전통은 오늘날까지도 이어져 사람들은 추수 감사절에 새 곡물로 만든 음식과 추수 감사절에 관련된 음식을 이웃과 나누어 먹는다. 이날에는 대부분의 미국가정에서 저녁식사 전후로 기도를 하여 감사한 마음을 나타낸다.

### 주요 음식
추수감사절을 기념하기 위해 미국인들은  송편처럼 특별한 음식을 만들어 먹는 관습이 있는데 주요 음식으로는 칠면조와 그레이비가 얹어진 으깬감자, 고구마, 크렌베리 소스, 옥수수, 호박파이, 그리고 제철에 나는 채소 등이 있다. 이 음식들은 실제로 초기 추수감사절 때부터 먹어오던 음식들로 미국적인 의미를 나타내고 있다.
최초의 추수감사절은 3일 동안 거행되었고, 53명의 필그림과 90명의 인디언 원주민에게 넉넉한 음식을 제공했다. 그 잔치에는 생선(대구, 장어, 배스)와 조개(대합조개, 홍합)와 가재류(바닷가재), 야생 가금(오리, 거위, 백조, 칠면조), 사슴고기, 베리류와 과일류, 채소(완두콩, 호박, 비트뿌리, 그리고 야생이나 재배한 양파), 수확한 곡물(보리, 밀) 그리고 콩, 말린 인디언 옥수수, 스쿼시 과즙이었다.

### 칠면조와 옥수수
칠면조고기를 먹는 풍습은 첫 추수 감사절 때 새 사냥을 갔던 사람이 칠면조를 잡아와 먹기 시작한 데서 유래한 것으로 오늘날에도 일부 지방에서는 이날 식탁에 5개의 옥수수를 올려 놓는데, 이는 청교도들이 식량난으로 고생할 때 한 사람의 하루 식량으로 배당되었던 옥수수 5개를 의미하는 것이다. 이에 각 가정의 부모는 첫 추수 감사절이 지켜지기까지 고생했던 그들 선조들의 수고를 설명해 주며 자녀들과 함께 그 옥수수를 먹는다.

## 풍습
추수감사절에는 많은 단체에서 여러 프로그램을 가지고 행사를 여는데 이 중에는 가난한 사람들을 위한 음식기부 프로그램도 포함돼 있어 하나님에 대한 감사의 마음을 생각하는 추수감사절의 의미를 다시 새길 수 있게 한다. 이날엔 많은 사람들이 가족들에게 돌아가기 때문에 가장 바쁜 여행기간으로 비행기나 기차 (암트랙), 버스 등 여러 교통수단들이 가장 혼잡한 시기이다. 또한 추수감사절 전날밤은 클럽과 술집이 가장 바쁜날들로 많은 사람들이 가족들에게 돌아가기전에 친구나 동료들과 추수감사절을 기념한다.

## 세계의 추수감사절

### 한국
추석은 한가위라고도 하며 설날과 함께 한국을 대표하는 전통적 명절이다. 음력 8월 15일로 대략 9월 중순 이후에 온다. 따라서 한창 추수가 진행 중일 때가 될 수도 있다.
한국 개신교 선교사들의 선교활동으로써 알려진 기독교 전통인 추수감사절은 1921년 감리교회와 장로교회의 협의에 의해 매년 11월 셋 째 주일이 기준이 되어 교회 절기로 지키고 있다.

### 중국
중국은 중추절(中秋節)이라고 하여 한국과 동일한 날짜와 비중을 가진다.

### 일본
근로감사일(勤労感謝の日 Kinrō Kansha no Hi)은 매년 11월 23일 경축하는 일본의 국경일이다.  이 국경일은 제2차 세계대전 후 미군 점령기에 지정되었으며, 노동과 생산물, 서로의 노고에 대한 감사를 기념한다. 이것은 고대에 힘든 노동을 달래주었던 추수 제례 니이나메 사이(新嘗祭?)에 기원을 두고 있다.

### 독일
독일의 추수감사제 에언테당크페스트(Erntedankfest)는 10월 초에 있다. 이 축제는 중요한 종교적 의식일 뿐만아니라 북미의 경우와 마찬가지로 성대한 저녁식사(대체로 가을에 추수한 곡식)와 행렬을 동반한다. 바바리안 맥주 축제인 옥토버페스트(Oktoberfest)는 보통 에언테당크페스트 가까운 날에 개최된다.

### 그레나다
그레나다에는 10월 25일이 경축일인 추수감사절로 알려진 국경일이 있다. 똑같은 이름을 가졌고, 미국과 캐나다와 경축 기일이 비슷하지만, 이 국경일은 그러한 경축의 의미와는 무관하다. 대신, 그 축일은 1983년 그레나다 수상이었던 모리스 비숍의 강제퇴위와 처형에 대응해 미국이 주도한 그레나다 침공을 기념한 것이다.

### 라이베리아
1820년 해방된 미국 흑인 노예의 식민지로 시작된 서아프리카의 국가 라이베리아에서는 11월의 첫째 주 목요일에 추수감사절을 경축한다.

### 네덜란드
플리머스 식민지로 이주한 많은 필그림들이 1608년부터 1620년까지 레이던에 거주 했으며 그들 중 다수가 출생과 결혼, 사망을 피에테르스케르크에서 기록하였다.이것을 기념하기 위해  특정 교파에 속하지 않는 추수감사절 예배가 매년 미국 추수감사절 날 아침에 피에테르스케르크 레이던의 고딕 교회에서 신세계로 가던 길에 레이던에서 필그림이 받은 환대를 기념하기 위해 열리고 있다.

## 같이 보기
- 플리머스 식민지
- 메이플라워 호
- 왐파노아그 부족
- 필그림 파더스
- 중추절